# Mauretania na Letnich Igrzyskach Paraolimpijskich 2012
Mauretania na Letnich Igrzyskach Paraolimpijskich 2012 w Londynie reprezentowało 2 zawodników w 1 konkurencji. 
Dla reprezentacji Mauretanii był to trzeci start w igrzyskach paraolimpijskich (poprzednio w 2000 i 2004). Dotychczas żaden zawodnik nie zdobył paraolimpijskiego medalu.

## Kadra

### Lekkoatletyka
Mężczyźni
| Zawodnik           | Konkurencja           | Mark | Wynik | Pozycja |
| ------------------ | --------------------- | ---- | ----- | ------- |
| Sidi Mohamed Bilal | pchnięcie kulą F57-58 | 5.63 | 115   | 18      |

Kobiety
| Zawodnik        | Konkurencja           | Mark | Wynik | Pozycja |
| --------------- | --------------------- | ---- | ----- | ------- |
| Fatimetou Mbodj | rzut oszczepem F57-58 | 7.59 | 23    | 18      |